# Jinsha (utgrävningsplats)

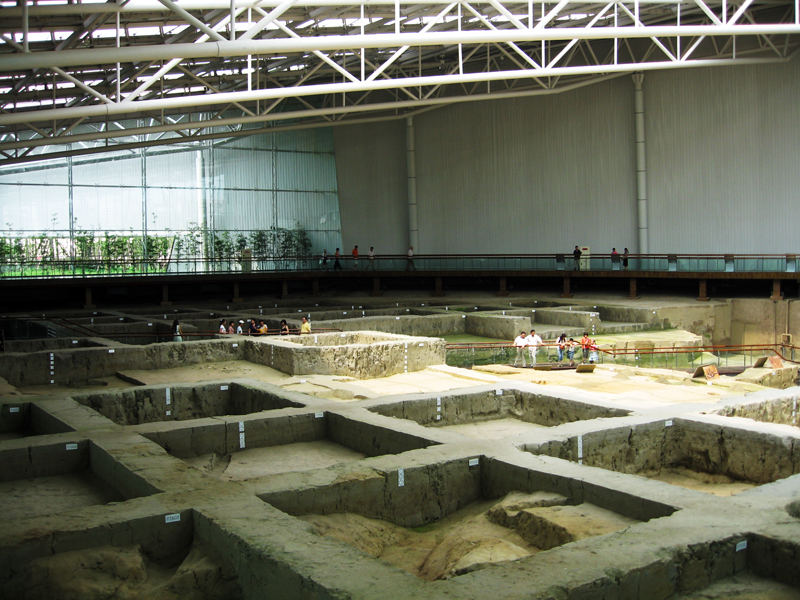
Fornlämningar i Jinsha.

Jinsha (金沙) är en arkeologisk utgrävningsplats i Qingyang-distriktet i Chengdu i Sichuan-provinsen i södra Kina, upptäckt 2001. Jinsha hade troligen sin blomstringstid omkring 1000 år f.Kr. De arkeologiska fynden på platsen uppvisar likheter med de fynd som gjorts i Sanxingdui som ligger cirka 50 kilometer från Jinsha. Bland fynden finns föremål från tiden för kungadömet Shu. Ett av fynden från Jinsha är en guldskiva med fåglar som cirkulerar runt och en guldmask. Flera andra artefakter i elfenben, brons, jade och guld och lämningar efter den forna staden finns att beskåda på Jinsha museum.
Jinsha är tillsammans med Sanxingdui och Gravar med båtformade kistor upptagna som kandidater på Unescos lista för potentiella världsarv.